# Збіглей Йосип Дмитрович
Збіглей Йосип Дмитрович (*13 березня 1938, Стебник) — український поет у Словаччині.

## З біографії
Народився 13 березня 1938 у селі Стебник округу Бардіїв (Словаччина). Закінчив медичний факультет Кошицького університету (1961), працював лікарем. Друкувався у колективних збірниках «Молоді голоси» (1956, 1958), «Восьмеро» (1963), журналі «Дукля» та інших виданнях.
Лауреат літературної премії імені Івана Франка Словацького Літфонду.

## Творчість
Автор збірок «Зелені неони» (1964), «Вікна без ніжності» (1969), «Космічні відлуння» (1980), «Закрути» (1983), «Так, неспокій» (1986), «Обережно — сни» (1987), «Вирівнювання кривої» (1994), «Літографія» (2000), «Малювання на небо» (2001). Вірші перекладалися чеською і словацькою мовами.

## Джерело
- Всесвіт

1. 1 2  SNK authority file